# Evropská a Středozemní organizace ochrany rostlin
Evropská a Středozemní organizace ochrany rostlin také EPPO a European and Mediterranean Plant Protection Organization je mezivládní organizace která sdružuje většinu regionů Evropy a k Evropě přiléhajících v spolupráci na ochraně pěstovaných (především zemědělských a lesnických) rostlin. V rámci této oblasti harmonizuje společné postupy, opatření, standardy a metody cílené k ochraně rostlin. 

## Způsob mezinárodní spolupráce
EPPO byla založena 15 evropskými zeměmi v roce 1951. K dnešnímu datu má 50 členů (států), které pokrývají skoro celou evropskou a středozemní oblast. Cílem EPPO je ochrana rostlin, rozvoj mezinárodní strategie proti zavlékání a rozšiřování nebezpečných škodlivých organismů, podpora a propagace bezpečných a účinných kontrolních metod a podobně.
EPPO publikuje velké množství standardů a publikací týkajících se škodlivých organismů rostlin, fytosanitárních předpisů a přípravků na ochranu rostlin. V rámci EPPO jsou pořádány různé pracovní skupiny a EPPO Panely, kterých se účastní experti z celého EPPO regionu.

## Dohoda identifikaci rostlin a patogenů
EPPO převzalo jedinečné a neměnné kódové označení pro rostliny a patogeny (známé jako Bayer kód) kterými efektivně a neměnně nahrazuje v mezinárodním systému dorozumívání neustále se měnící latinská jména a taxonomické zařazení které dříve způsobovalo mnohá nedorozumění.

## Členské země EPPO (2016)
- Albánie
- Alžírsko
- Rakousko
- Bělorusko
- Belgie
- Bulharsko
- Chorvatsko
- Kypr
- Česko
- Dánsko
- Estonsko
- Finsko
- Francie
- Gruzie
- Německo
- Řecko

- Guernsey
- Maďarsko
- Irsko
- Izrael
- Itálie
- Jersey
- Jordánsko
- Kazachstán
- Kyrgyzstán
- Lotyšsko
- Litva
- Lucembursko
- Malta
- Moldávie
- Maroko
- Nizozemsko
- Norsko
- Polsko
- Portugalsko
- Rumunsko
- Rusko
- Republika Makedonie (od roku 2019 Severní Makedonie)
- Srbsko a Černá Hora
- Slovensko
- Slovinsko
- Španělsko
- Švédsko
- Švýcarsko
- Tunisko
- Turecko
- Ukrajina
- Uzbekistán
- Spojené království